# 分裂域
在抽象代数中，一个系数域为{\displaystyle \mathbb {K} }的多项式{\displaystyle P(x)\,}的分裂域（根域）是{\displaystyle \mathbb {K} }的“最小”的一个扩域{\displaystyle \mathbb {L} }，使得在其中{\displaystyle P\,}可以被分解为一次因式{\displaystyle x-r_{i}\,}的乘积，其中的{\displaystyle r_{i}\,}是{\displaystyle \mathbb {L} }中元素。一个{\displaystyle \mathbb {K} }上的多项式并不一定只有一个分裂域，但它所有的分裂域都是同构的：在同构意义上，{\displaystyle \mathbb {K} }上的多项式的分裂域是唯一的。

## 术语与定义
称一个系数域为{\displaystyle \mathbb {K} }的多项式  {\displaystyle P(x)\,}在{\displaystyle \mathbb {K} }的某个扩域{\displaystyle \mathbb {L} }中分裂，当且仅当这个多项式可以用这个域中的元素来分解（分裂）成最简单的一次因式的乘积：
{\displaystyle P=\sum _{i=0}^{k}a_{i}x^{i}=a_{k}\prod _{i=1}^{k}(x-r_{i})}
其中的{\displaystyle a_{i}\in \mathbb {K} }，{\displaystyle r_{i}\in \mathbb {L} }。换句话来说，{\displaystyle P\,}的根都在{\displaystyle \mathbb {L} }中。
使得{\displaystyle P\,}在其中分裂的扩域{\displaystyle \mathbb {L} }有很多，譬如对于某个使得{\displaystyle P\,}分裂的的{\displaystyle \mathbb {L} }，它任意的扩域{\displaystyle \mathbb {L} '}也都满足。然而其中“最小”的域在同构意义上是唯一的。所谓的“最小”域，是指这样的一个扩域{\displaystyle \mathbb {E} }：
1. 在{\displaystyle \mathbb {E} }里，{\displaystyle P\,}，可以分解为一次因式的乘积；
2. 在{\displaystyle \mathbb {E} }的任何真子域（不等于自身）里，{\displaystyle P\,}都无法如此分解。这样的扩域称为{\displaystyle P\,}在{\displaystyle \mathbb {K} }上的分裂域。

## 例子
如果{\displaystyle \mathbb {K} }是有理数域{\displaystyle \mathbb {Q} }，多项式为  
{\displaystyle P(x)=x^{3}-2\,}
那么其分裂域{\displaystyle \mathbb {L} }可以是在{\displaystyle \mathbb {Q} }中添加三次单位根{\displaystyle \omega \,}和2的立方根而得到的扩域：{\displaystyle \mathbb {Q} (\omega ,{\sqrt[{3}]{2}})}。因为这时{\displaystyle P\,}可以写作：
{\displaystyle P=(x-{\sqrt[{3}]{2}})(x-\omega {\sqrt[{3}]{2}})(x-\omega ^{2}{\sqrt[{3}]{2}})}
同一个多项式在不同的域上的分裂域不一定相同，比如：
- 多项式{\displaystyle x^{2}+1\,}在实数域 R上的分裂域是复数域 C。
- 多项式{\displaystyle x^{2}+1\,}在准有限域 GF7上的分裂域是GF72.

多项式{\displaystyle x^{2}-1\,}在准有限域 GF7上的分裂域是GF7，因为在其上{\displaystyle x^{2}-1=(x+1)(x-1)\,}已经分解完毕。

## 性质
给定多项式{\displaystyle P(x)\,}，在 {\displaystyle \mathbb {K} }上的分裂域{\displaystyle \mathbb {E} }，假设在{\displaystyle \mathbb {E} }里{\displaystyle P\,}，分解为
{\displaystyle P=a\prod _{i=1}^{k}(x-r_{i})}
那么{\displaystyle \mathbb {E} =\mathbb {K} (r_{1},r_{2},\cdots ,r_{k})}。
对于域{\displaystyle \mathbb {K} }的一个代数闭域扩域{\displaystyle \mathbb {A} }和{\displaystyle \mathbb {K} }上的一个多项式{\displaystyle P\,}，存在{\displaystyle P\,}在{\displaystyle \mathbb {K} }上的唯一的一个分裂域{\displaystyle \mathbb {L} }，使得{\displaystyle \mathbb {K} \subset \mathbb {L} \subset \mathbb {A} }。 
对于{\displaystyle \mathbb {K} }的一个可分扩张{\displaystyle \mathbb {K} '}，{\displaystyle \mathbb {K} '}的伽罗瓦闭包是一个分裂域，也是{\displaystyle \mathbb {K} }的包含{\displaystyle \mathbb {K} '}的一个“最小”的伽罗瓦扩张。这样的一个伽罗瓦闭包包含了{\displaystyle \mathbb {K} '}中任意元素{\displaystyle a\,}，在{\displaystyle \mathbb {K} }上的极小多项式在{\displaystyle \mathbb {K} }上的分裂域。